# El Terrero, Oaxaca
El Terrero är en ort i Mexiko.   Den ligger i kommunen San Miguel Tlacamama och delstaten Oaxaca, i den sydöstra delen av landet, 300 km söder om huvudstaden Mexico City. El Terrero ligger 250 meter över havet och antalet invånare är 208.
Terrängen runt El Terrero är platt åt sydväst, men åt nordost är den kuperad. Runt El Terrero är det ganska tätbefolkat, med 60 invånare per kvadratkilometer. Närmaste större samhälle är Santiago Pinotepa Nacional, 12,1 km söder om El Terrero. Omgivningarna runt El Terrero är en mosaik av jordbruksmark och naturlig växtlighet.